# Chlorops sulphureus
Chlorops sulphureus är en tvåvingeart som beskrevs av Friedrich Hermann Loew 1863. Chlorops sulphureus ingår i släktet Chlorops och familjen fritflugor. Inga underarter finns listade i Catalogue of Life.